# Kronoparkskyrkan
Kronoparkskyrkan är en kyrkobyggnad i Karlstad kommun i Norrstrands församling, Karlstads stift.

## Kyrkobyggnaden
Kyrkan uppfördes 1980 och består av en långsträckt och rektangulär huskropp. I den norra delen av byggnaden inryms kyrksal, församlingssal, kyrktorg med servering samt en avdelning för barn- och ungdomsarbete. Byggnadens tak är belagt med svart papp. Taknocken har förskjutits längs hela huvudbyggnaden och ett underliggande horisontellt fönsterband ger överljus till lokalerna. Byggnadskomplexet är klätt med ett brunrött fasadtegel. En beigegul panel har använts, dels diagonalställd dels liggande över och under byggnadens fönsterpartier.